# 程伟 (政治人物)
程伟，中华人民共和国政治人物、全国脱贫攻坚先进个人。

## 生平
程伟任贵德县尕让乡阿言麦村驻村工作队队员，海南藏族自治州林业和草原局林业站高级工程师。因在脱贫攻坚战中作出突出贡献，2021年2月25日全国脱贫攻坚总结表彰大会上，程伟被授予“全国脱贫攻坚先进个人”。